# Eupatula philippinensis
Eupatula philippinensis là một loài bướm đêm trong họ Noctuidae.